# جورجي دان
جورجي دان (بالفرنسية: Georgie Dann)‏ هو مغني فرنسي، ولد في 14 يناير 1940 في باريس في فرنسا.

## وصلات خارجية
- جورجي دان على موقع IMDb (الإنجليزية)
- جورجي دان على موقع ميوزك برينز (الإنجليزية)
- جورجي دان على موقع أول ميوزيك (الإنجليزية)
- جورجي دان على موقع ديسكوغز (الإنجليزية)